# Championnats du monde d'Ironman 2025
Navigation
Édition précédente Édition suivante
Les championnats du monde d'Ironman 2025 se déroulent sur deux sites différents qui reçoivent alternativement les championnats masculins et féminins. En 2025, pour sa 48e édition, les championnats se déroulent sur le site de Nice en France le 11 septembre 2024 pour une épreuve exclusivement masculine, le titre féminin se jouant sur le site historique de Kailua-Kona à Hawaï le 11 octobre 2025. C'est la dernière édition en alternance proposé par l'organisation qui revient en 2026, a une seule épreuve sur le site historique d'Hawaï.